# Dendrosenecio kilimanjari
Dendrosenecio kilimanjari (synoniem: Senecio kilimanjari Mildbr.) is een plantensoort uit de composietenfamilie (Ateraceae) en is endemisch op de Kilimanjaro. Er worden twee ondersoorten onderscheiden, namelijk D. k. cottonnii en D. k. kilimanjari.

## Groeiwijze
Dendrosenecio kilimanjari kan een hoogte van enkele meters bereiken. Wanneer de rozetbladeren afsterven, harden ze uit en vormen zo schubben die de onderliggende stammen tegen de vorst beschermen.
Dendrosenecio battiscombei is een vergelijkbare soort die endemisch is op de nabijgelegen Mount Kenya voorkomt. Deze plant laat in tegenstelling tot D. kilimanjari zijn afgestorven bladeren vallen.

## Verspreiding
Dendrosenecio kilimanjari groeit in de Afroalpiene zone van de Kilimanjaro. Dit is een ecoregio net onder de sneeuwgrens van de berg, dat zich op een hoogte van ongeveer 4000 tot 5000 meter bevindt. Hier heerst een toendraklimaat met grote temperatuurverschillen en weinig neerslag; gemiddeld zo'n 200 millimeter per jaar. De plant groeit bij voorkeur in de vochtigere kloven in het gebied, waar hij bovendien meer beschutting tegen de rukwinden op deze hoogte heeft.

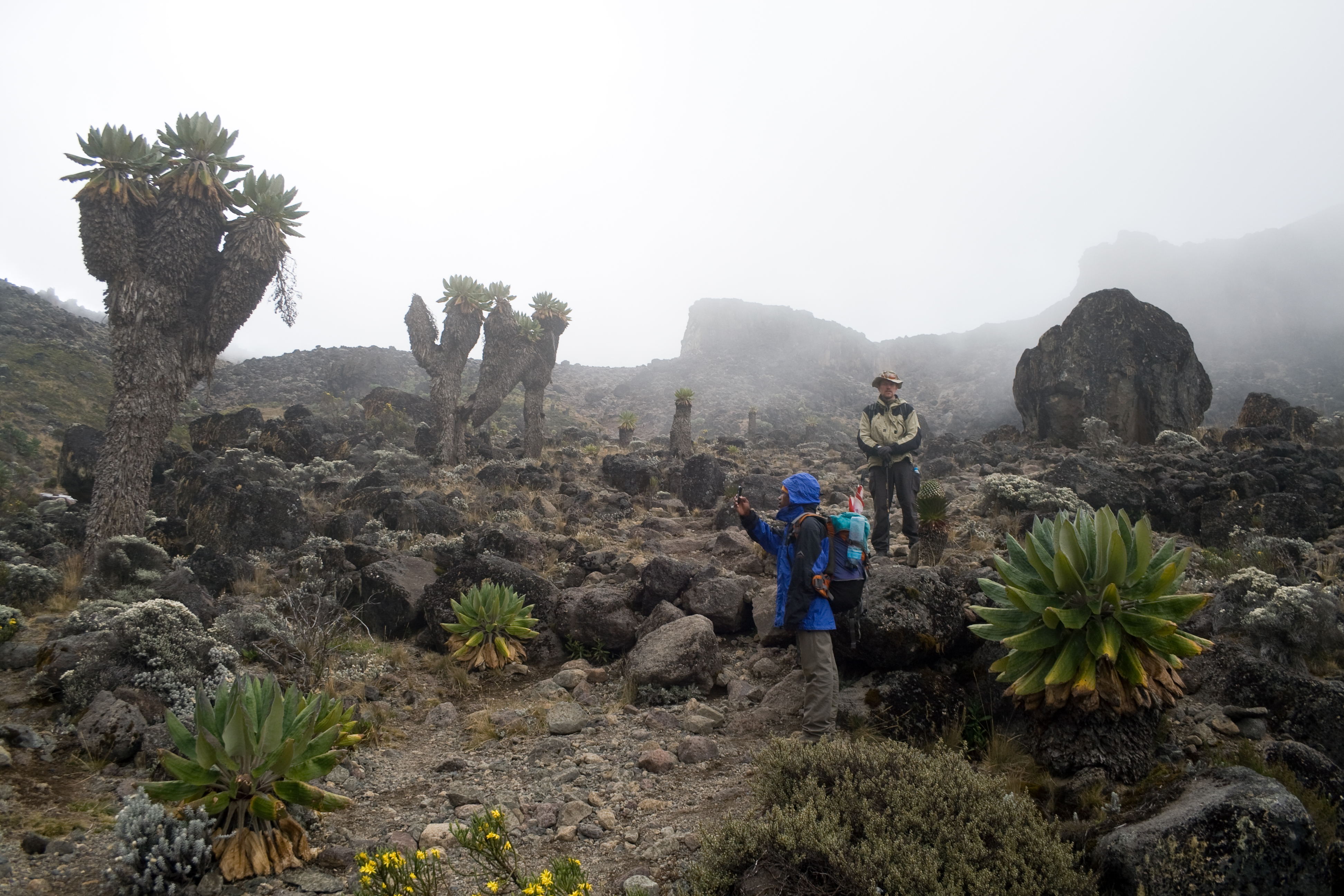
Dendrosenecio kilimanjari in de buurt van Barranco Camp op de Kilimanjaro